# 寧夏回族自治區語言文字工作委員會
宁夏回族自治区语言文字工作委员会，簡稱自治区语委，主管寧夏的語言文字工作。2013年，副主任赵紫霞（兼任自治区教育厅副厅长）。